# گمینا والیم
گمینا والیم (به لهستانی:  Gmina Walim) یک گمینا در لهستان است که در شهرستان واوبژخ واقع شده‌است. گمینا والیم ۷۸٫۷۵ کیلومتر مربع مساحت و ۵٬۶۹۸ نفر جمعیت دارد.